# Maria Borges
Maria Borges (Luanda, 28 de Outubro de 1992) é uma modelo angolana

## Carreira
Borges entrou no mundo da moda como concorrente no Elite Model Look Angola 2011, deu os seus primeiros passos na agência Step Model e foi, durante um ano, o rosto da empresa de cosméticos Pérola Negra. 
Foi considerada como uma das dez modelos mais novas a ter em conta pela models.com. Venceu em 2011 o Supermodel of the World Angola. 
Teve uma breve e bem sucedida passagem pela Moda Lisboa e pelo Portugal Fashion, e conquistou agências dos Estados Unidos em 2012 com a confirmação de 17 desfiles na sua primeira participação na NY Fashion Week. 
A Givenchy reparou nela e seguiu-se a contratação em exclusivo para aquela marca no decorrer da Paris Fashion Week. 
A residir em Nova Iorque, Borges é a única angolana a participar na Semana da Alta Costura de Paris, e em todas as semanas oficiais do circuito internacional de moda: París, Milão, Londres e Nova Iorque, onde em Janeiro de 2013 foi classificada em 1°. lugar no ranking das modelos negras, com 18 desfiles confirmados. 
Borges foi uma da seis modelos negras seleccionadas para o último desfile da prestigiada marca Dior, que há vários anos não usava nenhuma manequim étnica nas suas apresentações. 
Desfiles para Givenchy , Jean Paul Gaultier , Kenzo , Pacco Rabanne , Tom Ford , Oscar de la Renta, Monique Lhuillier, Zac Posen e MaxMara , campanhas para a Tommy Hilfiger e Forever 21 nos EUA, e um editorial na Vogue Itália comprovam o estatuto de "Top Model Internacional" de Borges. 
Actualmente Borges é mais conhecida por participar nos desfiles da Victoria's Secret, onde desfilou em 2013, 2014 ,2015 e em 2016 onde fez história por ser a primeira modelo negra a usar o seu cabelo natural, transformando-se na "única modelo angolana a desfilar por 3 vezes consecutivas no Victoria's Secret Fashion Show. 
Foi designada pela Forbes Africa Magazine’s como "Top model de 2013".